# دوري سان مارينو 1994–95
دوري سان مارينو 1994–95 (بالإيطالية: Campionato Dilettanti 1994-1995)‏ هو الموسم 10 من  دوري سان مارينو. أشرف على تنظيمه اتحاد سان مارينو لكرة القدم، وكان عدد الأندية المشاركة فيه  10، وفاز فيه تري فيوري.